# Hans Georg Lüchinger

Hans Georg Lüchinger (1982)

Hans Georg Lüchinger (* 12. Mai 1927 in Zürich; † 24. August 2009) war ein Schweizer Politiker und Rechtsanwalt, ehemaliger FDP-Nationalrat. 

## Biografie
Lüchinger war Bürger von Oberriet (Kanton St. Gallen) und der Stadt Zürich. Nach dem Studium der Rechte in Genf, Rom und Zürich und der Promotion eröffnete er sein Anwaltsbüro 1956 in Zürich, wo er 1958–1965 Gemeinderat war. Nach der Wahl von Rudolf Friedrich in den Nationalrat übernahm Lüchinger 1975 das Präsidium der Freisinnig-Demokratischen Partei des Kantons Zürich, das er bis 1982 innehatte.

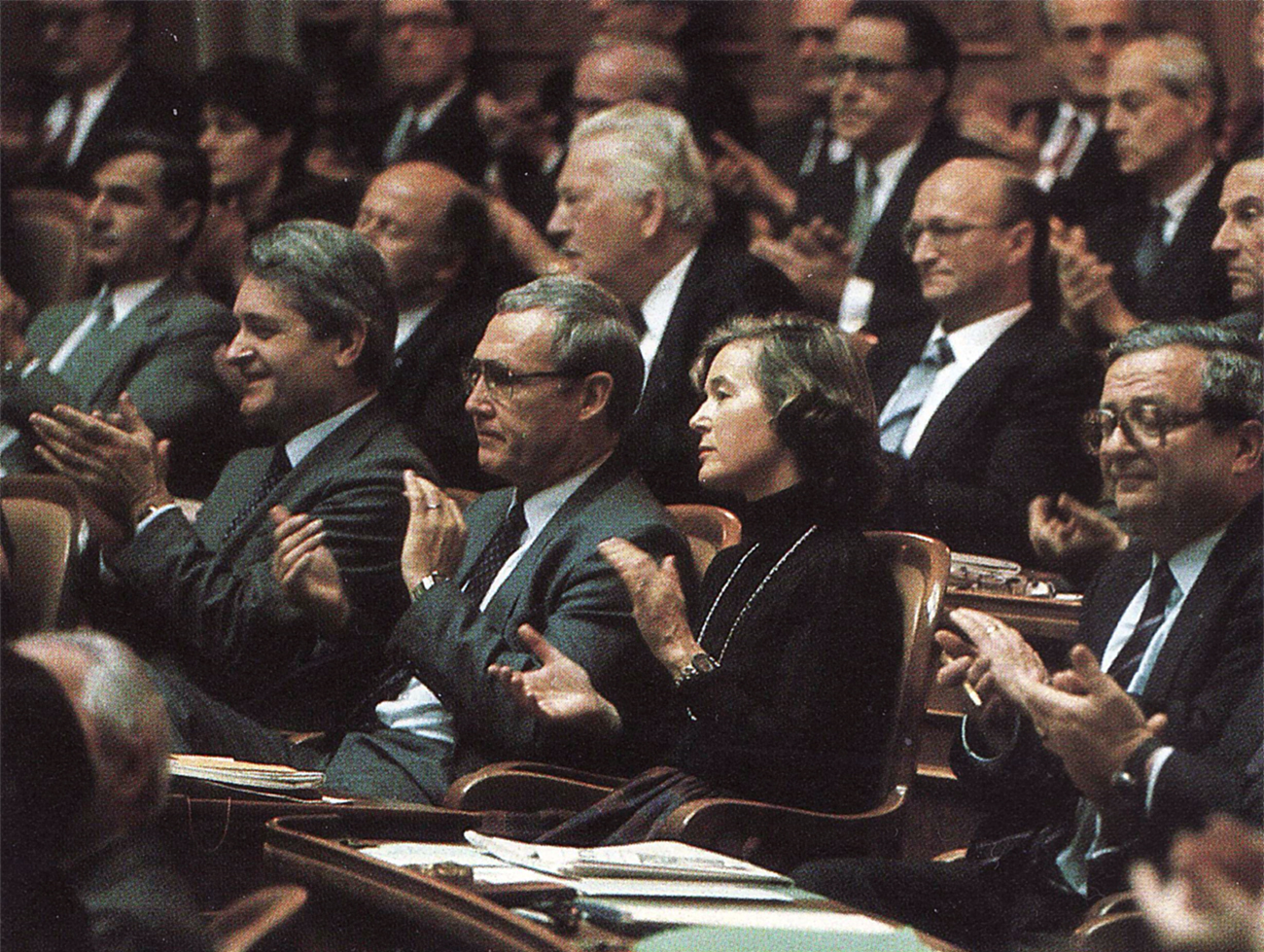
Hans Georg Lüchinger, vordere Sitzreihe links, im Nationalrat

Als Parlamentarier gehörte er 1958–1965 dem Stadtzürcher Gemeinderat, 1971–1979 dem Zürcher Kantonsrat und 1979–1987 dem Nationalrat an. Er interessierte sich vor allem für Staatspolitik, Asylwesen, Finanzpolitik, Steuerpolitik, Verkehrspolitik, befürwortete die Zivilrechtsreform und Totalrevision der Bundesverfassung. Aus liberaler Überzeugung unterstützte er die Einführung des neuen partnerschaftlichen Eherechtes. Lüchinger präsidierte die nationalrätliche vorberatende Kommission für die Totalrevision der Bundesverfassung und war Präsident der Initiativkomitees von fünf kantonalen und eidgenössischen Volksinitiativen zur Steuersenkungen.
Auch nach seinem Rückzug aus dem Parlament war er journalistisch tätig und beschäftigte sich weiterhin mit Problemen der Asylpolitik, Medienpolitik oder Verkehrspolitik. 1974 bis 2004 war er Präsident der gemeinnützigen Paul Schiller-Stiftung. Er präsidierte auch die City Vereinigung Zürich.